# Головний комплекс гістосумісності
Головни́й ко́мплекс гістосумі́сності (ГКГС, англ. major histocompatibility complex, MHC) — велика родина генів та відповідна область геному більшості хребетних. Це найбагатша на число генів область геному ссавців та його найбільш варіабельна ділянка, яка грає важливу роль у функціонуванні імунної системи, зокрема впливаючи на автоімунні реакції, прийняття трансплантів та успіх репродукції. Білки MHC експресуються на поверхні клітини у всіх щелепних та містять як «свої» так і «чужі» антигени, дозволяючи T-лімфоцитам розпізнавати та вбивати патогени та абнормальні (наприклад, заражені або ракові) власні клітини організму.
Білки ГКГС розділяють на:
- ГКГС класу І
- ГКГС класу ІІ
- ГКГС класу III[en]

Ряд незалежних досліджень 1970-1990-х роках показали, що головний комплекс гістосумісності впливає на вибір статевого партнера. Експерименти, які спочатку були проведені на мишах і рибах, потім на добровольцях, показали, що жінки мали схильність вибирати партнерів із MHC, відмінним від їхнього власного, однак їхній вибір змінювався на протилежний в разі використання гормональних оральних контрацептивів — в цьому випадку жінки швидше вибирали партнера з подібним MHC.